# Подпеч (Брезовиця)
Подпеч (словен. Podpeč) — поселення в общині Брезовиця, Осреднєсловенський регіон, Словенія. Висота над рівнем моря: 292,5 м.